# Diana di Versailles
La Diana di Versailles è una statua di marmo, poco più grande della grandezza naturale, raffigurante la dea greca Artemide (Diana nella mitologia romana) con un capriolo. L'opera si trova al Museo del Louvre di Parigi. È una copia romana (I-II secolo d.C.) da un originale bronzeo greco, attribuito a Leocare (325 a.C. circa) e andato perduto. La statua è anche nota come Diane à la biche (in francese Diana della cerva), Diane Chasseresse (Diana cacciatrice), Artemide della caccia oppure Artemide con la cerva.

## Storia
La statua fu scoperta in Italia: il sito web del Louvre suggerisce nella città di Nemi, dove in antichità era presente un santuario; altre fonti ritengono che sia stata rinvenuta a Tivoli, nei pressi di Villa Adriana; statue dal medesimo soggetto sono state trovate nelle aree archeologiche di Leptis Magna (odierna Libia) e Adalia (attuale Turchia). Nel 1556 fu donata da Papa Paolo IV a Enrico II di Francia, con un sottile ma ineludibile allusione alla sua maîtresse-en-titre, Diana di Poitiers.
Fu installata come elemento principale nel giardino della Regina (jardin de la Reine) presso il castello di Fontainebleau, esposta ad ovest della Galleria dei cervi; lì era l'opera che spiccava maggiormente ed era tra le prime sculture romane ad essere viste in Francia. "Sola tra le statue esportate dall'Italia prima della seconda metà del XVII secolo, la Diana cacciatrice acquisì una reputazione fuori dall'Italia pari ai capolavori del Belvedere o di Villa Borghese", sebbene i suoi visitatori la confondessero con l'Artemide di Efeso.
Nel 1602 Enrico IV la rimosse per trasferirla al Palazzo del Louvre, dove la statua fu installata in una galleria progettata appositamente per essa, la Salle des Antiques (Sala degli Antichi, ora Salle des Caryatides, Sala delle Cariatidi). All'epoca il suo restauro fu ad opera di Barthélemy Prieur. Fu sostituita nel Palazzo di Fontainebleau da una copia bronzea del Prieur nel 1605; la copia fu posta su di un alto piedistallo marmoreo in stile manierista, elaborato dall'ingegnere idraulico Tommaso Francini, con riproduzioni di cani da caccia e teste di cervo bronzei dai quali fuoriescono zampilli d'acqua, con un parterre circondato da una limonaia. Un'ulteriore replica in bronzo delle stesse dimensioni fu realizzata nel 1634 da Hubert Le Sueur per Carlo II d'Inghilterra, il cognato di Luigi XIII di Francia.
La Diana fu spostata nella Galleria degli Specchi della Reggia di Versailles da parte di Luigi XIV. Per il castello di Marly fu eseguita una copia marmorea nel 1710 da Guillaume Coustou. Poiché considerata uno dei tesori francesi, la Diana cacciatrice tornò al Louvre nell'An VI della Prima Repubblica (1798). Fu restaurata una seconda volta nel 1802 da Bernard Lange.
Una miniatura dell'opera si trovava sul caminetto del salotto di prima classe del Titanic. Nel 1986, Robert Ballard scoprì e fotografò la statua sul fondale marino vicino alla prua del relitto.

## Descrizione

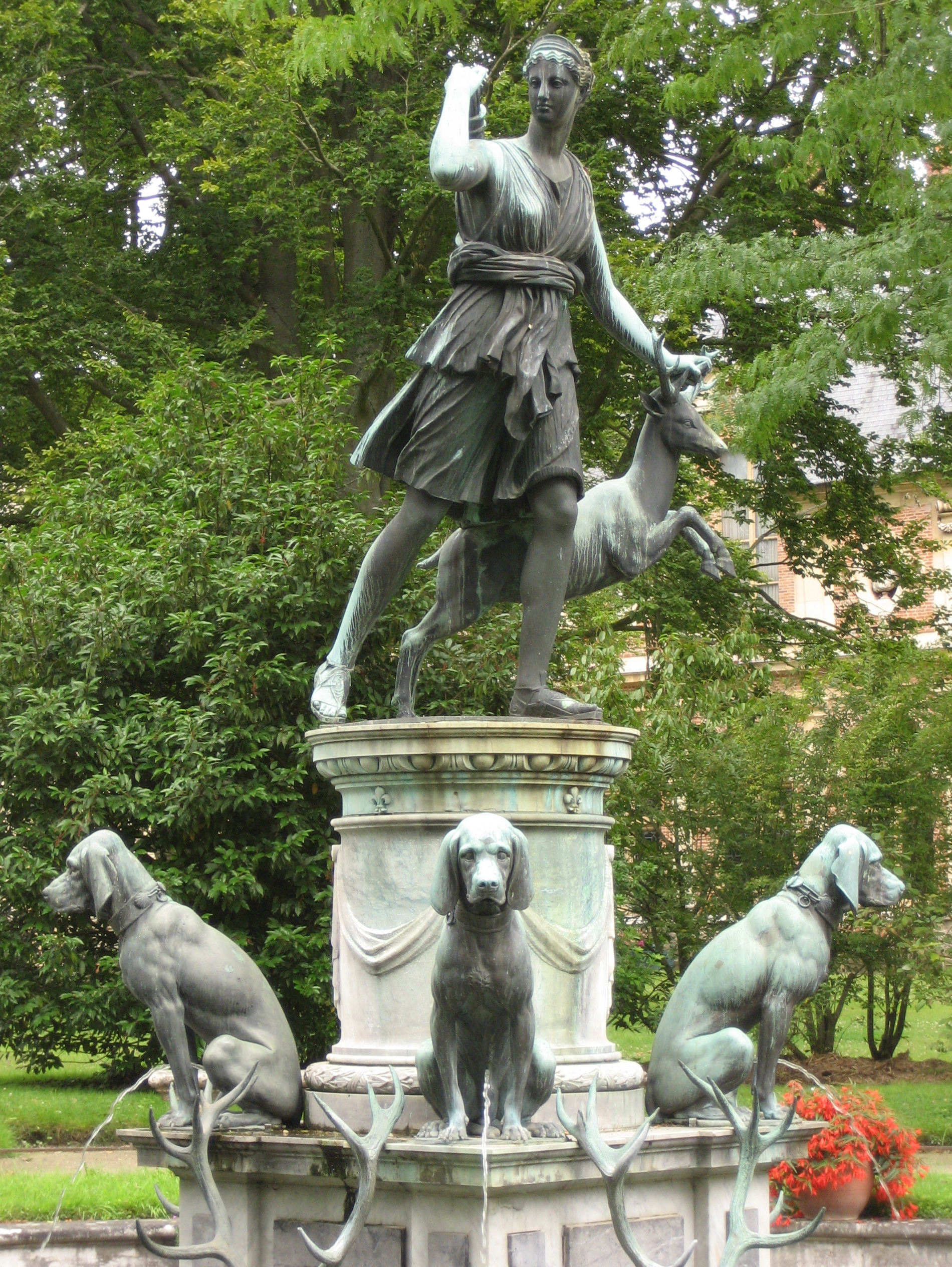
Copia bronzea della statua, datata 1813, nei giardini di Fontainebleau.

Diana è rappresentata come una cacciatrice dalla figura snella e mascolina, seguita da un cervo (più piccolo rispetto alle dimensioni reali) colmo di vitalità. Lei guarda verso destra, forse proprio verso un cervo, siccome con la mano destra alzata prende una freccia dalla faretra. Nella mano sinistra sta impugnando un arco, in gran parte andato perduto, pronta per attaccare; proprio la mancanza dell'arco trasforma il soggetto da cacciatrice e preda a uno pastorale. Diana, o Artemide, indossa un chitone dorico, un himation attorno alla sua vita e dei sandali.